# Landesregierung Keßler III

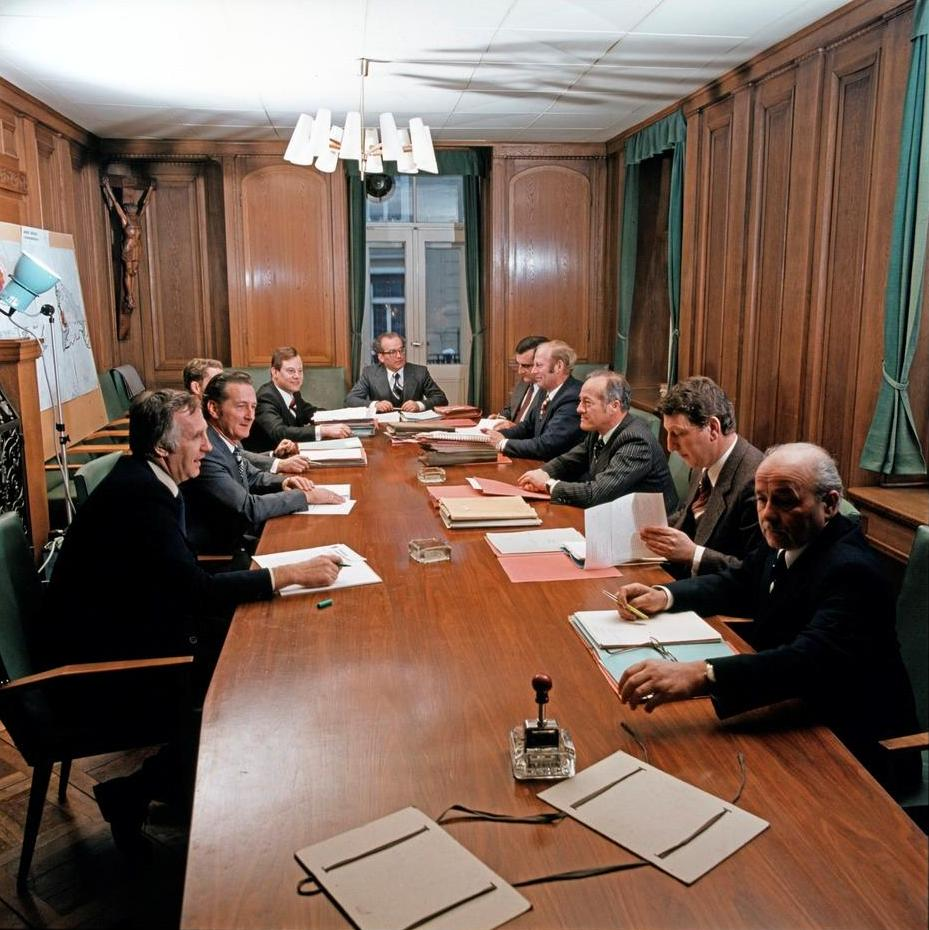
Regierungssitzung (1977)

Die Landesregierung Keßler III war die siebte Vorarlberger Landesregierung in der Zweiten Republik und von 1974 bis 1979 im Amt. Sie wurde nach der Landtagswahl am 20. Oktober 1974 am 4. November angelobt. Am 6. November 1979 endete ihre Amtszeit mit der Angelobung der Nachfolgeregierung Keßler IV.
Unter der Führung von Landeshauptmann Herbert Keßler von der Volkspartei wurde erstmals in Vorarlberg eine Landesregierung unter Ausschluss der Sozialdemokratischen Partei und gleichzeitiger Einbeziehung der Freiheitlichen Partei vereinbart. Daraus resultierend gehörten der Landesregierung sechs Mitglieder der ÖVP und ein FPÖ-Mitglied an.
Bei der FPÖ gab es während der Amtszeit der Landesregierung Keßler III einen Wechsel im Regierungsteam. Am 17. November 1976 ersetzte Karl-Werner Rüsch seinen aus dem Amt des Landesrats ausscheidenden Parteikollegen Hans Sperger.

## Regierungsmitglieder
| Amt                                                     | Name                                            | Partei | Ressorts |
| ------------------------------------------------------- | ----------------------------------------------- | ------ | -------- |
| Landeshauptmann                                         | Herbert Keßler                                  | ÖVP    |          |
| Landesstatthalter                                       | Rudolf Mandl                                    | ÖVP    |          |
| Landesrat                                               | Konrad Blank                                    | ÖVP    |          |
| Landesrat                                               | Siegfried Gasser                                | ÖVP    |          |
| Landesrat                                               | Elmar Rümmele                                   | ÖVP    |          |
| Landesrat                                               | Alfred Mayer                                    | ÖVP    |          |
| Landesrat                                               | Karl-Werner Rüsch ab 17. November 1976          | FPÖ    |          |
| Vorzeitig ausgeschiedene Mitglieder der Landesregierung |                                                 |        |          |
| Landesrat                                               | Hans Sperger ausgeschieden am 17. November 1976 | FPÖ    |          |